# Timonius
Timonius là một chi thực vật có hoa trong họ Thiến thảo (Rubiaceae).

## Loài
Chi Timonius gồm các loài: